# Српски Хидош
Српски Хидош, Рацхидош (мађ. Hidas) је село у Мађарској, у јужном делу државе. Село управо припада Печварадском срезу Барањске жупаније, са седиштем у Печују.
Српски Хидош је до почетка 20. века имао значајну српску заједницу. У селу је и постојала српска црква, посвећена Светом Николи.

## Природне одлике
Насеље Српски Хидош се налази у јужној Мађарској, у историјској области Барања. Најближи већи град је Бохњад.
Село је смештено у северној, брдској Барањи, на североисточним падинама планине Мечек. Надморска висина насеља је приближно 140 метара.

## Становништво
Према подацима из 2013. године Српски Хидош је имао 2.092 становника. Последњих година број становника опада.
Претежно становништво у насељу чине Мађари римокатоличке вероисповести, а мањине су Немци (7%) и Цигани (3%).

### Попис1910.
| Српски Хидош | Српски Хидош |
| --- | --- |
| Језик | Вера |
| укупно: 2.577 Немачки 2.378 (92,27%) Мађарски 156 (6,05%) Српски 40 (1,55%) Хрватски 1 (0,03%) остали 2 (0,07%) | укупно: 2.577 Лутерани 1.946 (75,51%) Калвинисти 313 (12,14%) Римокатолици 258 (10,01%) Православци 42 (1,62%) Јевреји 18 (0,69%) |

## Историја Срба у месту
Срби живе у месту од Велике сеобе 1690. године.
Тако је 1731. године записано да ту има 20 српских православних домова. Крајем тог века 1796. године у Хидошу живи 194 православне душе. Срби су увек били у малом броју и удаљени од остатка српског народа у Угарској, па већ крајем 19. века они постају ретки у овим крајевима. Век доцније, 1890. године ту има још 69 Срба, чији је број умањио за чак 125 особа.
По државном шематизму православног клира у Угарској из 1846. године у Рац Хидошу је био је парох Георгије Окановић. Православне матице крштених и венчаних воде се од 1780. године, а она умрлих од 1790. године.
Био је 1826-1830. администратор парохије у Хидошу, Јован Михајловић, када и претплатнике једне српске књиге.
Године 1867. пописано је у „Хидошу” 107 православних Срба.
Пописани су 1865. године у истој парохији шесте класе: манастир Грабовац, Салка и Српски Хидош са 462 православца.
Епископ будимски Јулијан посетио је јула 1901. године Српски Хидош „и поучио верне у стародревној тамошњој богомољи (од плетера, подигнутој још 1764. године), коју досад још ни један архијереј походио није”. Владика је био на свечаном ручку који је приредио у свом двору, тамошњи властелин и крстионик ордена Св. Стефана, Коломан Кардош, иначе бивши жупан Барањске жупаније. За ручком се нашао и председник Угарског сабора Дезидерије Перцел, затим барон Имре Фехервар актуелни велики жупан Барањске жупаније, те поджупан Толњанске жупаније Павле Дери. Ту није био крај, јер су после ручка наш „духовник” и угарски великаши прешли у дворац Перцелов - на свечану вечеру. А ту је српски епископ и коначио и провео време до сутрадан, приређеног ручка. Храм је посвећен Св. Николају а 1905. се налази у „врло хрђавом стању”. Постоји српско православно гробље, а црквено-општински посед је 8 кј. земље. Православна парохија је само филијала оне у манастиру Грабовцу. Свештенсто чине јеромонаси манастира Грабовца. Парохијски дом има, а парохијску сесију нема Хидош.
Општина „Идош” је 1745. године издвајала годишње по 10 ф. за издржавање српске школе. Учитељ у српском Хидошу 1822/1823. године био је млади Вукашин Павловић родом из Безедека. Био је „дјетонаставник” у Рац Хидошу 1834. године Прокопије Петковић, пренумерант књиге. Године 1866. недостајао је српски учитељ у месној школи. Учитељ у месту, Пешић је 1882. године претплатник „Школског листа”. Именује се 1884. године за учитеља у месту Јован Радовић. Учитељска плата 1898. години у Рац Хидошу је мала, неатрактивна, углавном у земљи за обраду и у натури. Градоначелнику Сентандреје Еугену Думчи, јавно су се захвалили први црквени људи тог места 1900. године. Овај племенити Србин је приложио 100 к тамошњој црквеној општини за оправку школског здања и набавку учила. Јавну захвалност су потписали: председник Георгије Живановић, тутор Владимир Циковац и учитељица Вукосава Туцаковић. Гордана Костић је 1903. године учитељица у месној школи. Школа је српска вероисповедна, са једним здањем 1905. али нема учитеља.
Године 1905. Хидош је мала општина у срезу Печварадском. Ту има 2486 становника у 399 домова. Доминирају Немци, а Срба је врло мало; има их само 54 православне душе са 16 кућа. Од српских јавних здања помињу се православна црква и народна школа. Од комуникацијских средстава ту је пошта. у месту је српска црквена општина. Црвена скупштина је редовна под председништвом Јована Циковца.
Приликом исељавања Срба из новоосноване Мађарске у матицу после Првог светског рата из села се иселило свега 40 преосталих душа.
Српска православна црква у месту Српски Хидош је срушена 1949. године. Почетком 21. века постоји само српско православно гробље у Хидошу. Налази се гробље око пола километра ван места на једном брежуљку. Ту сад ниче храстова шума, а власници суседних винограда косе траву. Нађено је 32 споменика стара из 19. века, али су сви оштећени или покрадени (остао само постамент). Два од њих су пренета на католичко гробље.